# Domingo à Tarde
Pour plus de détails, voir Fiche technique et Distribution.
Domingo à Tarde (« Dimanche après-midi ») est un drame portugais réalisé par António de Macedo d'après le roman de Fernando Namora (1961), sélectionné à la Mostra de Venise 1965 et sorti en 1966. Il s'inscrit dans le Novo Cinema.

## Synopsis
Histoire d'amour à l'hôpital entre un médecin et sa patiente leucémique.

## Fiche technique
- Réalisation : António de Macedo
- Production : António da Cunha Telles
- Scénario : Fernando Namora, António de Macedo
- Photographie : Elso Roque
- Montage : António de Macedo
- Musique : Quinteto Académico
- Pays d'origine :  Portugal
- Durée : 90 minutes
- Date de sortie : 13 avril 1966

## Distribution
- Isabel de Castro : Clarisse
- Ruy de Carvalho : Jorge
- Isabel Ruth : Lúcia